# زبان دوگری
زبان دوگری (डोगरी یا ڈوگری) زبانی هندوآریایی است که در منطقهٔ جامو در جامو و کشمیر، هیماچال پرادش، شمال منطقه پنجاب و چند نقطهٔ دیگر در کشورهای هند و پاکستان گویشورانی دارد. دوگری زبان دوگراهاست، این زبان از شاخهٔ باختری زبان‌های پهاری دانسته‌می‌شود.
دوگری مانند برخی گویش‌های پنجابی دارای ویژگی نواخت می‌باشد که در زبان‌های هندواروپایی (جز برخی از این زبان‌ها مانند سوئدی و نروژی) نامعمول می‌باشد.

## نمونهٔ زبانی
| واژهٔ دوگری    | واژهٔ دوگری | معنا    | سنجش |
| ------------- | ---------- | ------- | --- |
| آه / ऑह       | Ah         | آری     | Aah/Ho (نپالی), Haan (هندی، اردو), Aa (کشمیری), Haan/Aho (پنجابی) Ho (پشتو)                                                  |
| کنی / कन्ने     | Kanne      | با      | Sanga/ Sitya (نپالی), Saath (هندی/اردو), Sityə (کشمیری), Naal (پنجابی)                                                       |
| نکی / नुक्के     | Nukke      | کفش‌ها   | Jootha (نپالی), Jootey (هندی، اردو), Nukke/Juttiaan (پنجابی), khor baan (کشمیری)                                             |
| پت / पित्त      | Pit        | در      | Dokha/ Dailo(نپالی), دروازه (فارسی/هندی/اردو/پنجابی/کشمیری),Faatak/Duar/Kewaad(هندی), Buha/Dar/Duar(پنجابی), Bar (کشمیری)    |
| کی / के        | Ke         | چه      | Ke (نپالی), Kya (هندی/اردو/کشمیری), Ki (پنجابی)                                                                              |
| کی / की        | Kī         | چرا     | Kina (نپالی), Kyun (هندی/اردو), Kyazi (کشمیری), Kyon/Kahte/Kahnu (پنجابی)                                                    |
| ادوانه / अद्वाना | Adwana     | هندوانه | Kharbooja (نپالی), Tarbooz (هندی/اردو), Hindwana (اردو/فارسی), هندوانه/Mateera (پنجابی), Hyandwand (کشمیری), Indwanna (پشتو) |
| دنیه / दुनिया    | Duniyā     | دنیا    | دنیا (اردو/نپالی/پنجابی/کشمیری/فارسی/عربی), Jag (پنجابی), Sansaar (سانسکریت/نپالی/هندی/پنجابی/کشمیری)                        |